# Palacete do Conde de Agrolongo
O Palacete do Conde de Agrolongo é um edifício histórico situado na freguesia Estrela do concelho de Lisboa, em Portugal. Foi projetado pelo arquiteto Arnaldo Redondo Adães Bermudes, a pedido de José Francisco Correia, visconde de Sande e conde de Agrolongo em 1909. No mesmo ano, Adães Bermudes recebeu uma menção honrosa do Prémio Valmor de Arquitetura.